# Rio Crevedia (Colentina)
O Rio Crevedia (Colentina) é um rio da Romênia, afluente do Colentina, localizado no distrito de Dâmboviţa e Ilfov.